# ستيوارت هووبر (لاعب كرة قدم)
ستيوارت هووبر (بالإنجليزية: Stuart Hooper)‏ هو لاعب كرة قدم بريطاني، ولد في 16 يونيو 1970 في ليثام سانت آنز ‏ في المملكة المتحدة. لعب مع نادي بيرنلي.